# Yodel It!
A Yodel It! (magyarul: Jódlizd el!) a román Ilinca és Alex Florea dala, mellyel Romániát képviselték a 2017-es Eurovíziós Dalfesztiválon, Kijevben. A dal a TVR által szervezett nemzeti döntőben eurovíziós indulás jogát. A Yodel It! a rock, a pop és a hip hop zene keveréke, beleértve Ilinca jódlizását a kórusban és Florea rappelését. A dal optimista lírai üzenetét Taylor Swift Shake It Off című 2014-es dalához is hasonlították.

## Háttér
Egy interjúban Ilinca elárulta, hogy miután Alexandru befejezte a dalt, a Facebookon keresztül meghívta a stúdiójába, mivel ő volt az egyetlen ember Romániában, akit ismert és tudott jódlizni. A dalt eredetileg szólóénekléssel vették fel, végül Floreát is kiemelt énekesnek választották, mivel Ilinca és Alexandru úgy érezte, hogy az eredeti verzió nélküle hiányos lenne.
A dalt eredetileg Niculae a svájci–román Timebellenek, a 2017-es Eurovíziós Dalfesztiválon Svájcot képviselő együttesnek írta. A tervek szerint ezzel a dallal indultak volna a helyi előválogatóban, az együttes élén Ilincával. A dalt azonban a zenekar visszautasította az Apollo javára. Alexandru beküldte a Yodel It!-et a román nemzeti válogatóba, annak ellenére, hogy abban semmi tipikusan román elem nem volt megtalálható. 

## Eurovíziós Dalfesztivál
A dalt az Eurovíziós Dalfesztiválon először a május 11-i második elődöntőben adták elő, fellépési sorrendben ötödikként a Máltát képviselő Claudia Faniello Breathlessly című dala után és a Hollandiát képviselő O’G3NE Lights and Shadows című dala előtt. Az elődöntőből a hatodik helyen jutottak tovább a május 13-i döntőbe, ahol fellépési sorrendben huszadikként léptek fel a Ciprust képviselő Hovig Gravity című dala után és a Németországot képviselő Levina Perfect Life című dala előtt. A pontozás során a zsűri szavazáson összesítésben az tizenötödik helyen végeztek 58 ponttal (Moldovától maximális pontot kaptak), míg a nézői szavazáson az ötödik helyen végeztek 224 ponttal (Írországtól és Moldovától maximális pontot kaptak), így összesítésben 282 ponttal a verseny hetedik helyezettjei lettek.
A következő román induló a The Humans Goodbye című dala volt a 2018-as Eurovíziós Dalfesztiválon.

## Kritikák
A dal vegyes véleményeket kapott a zenekritikusoktól. A többségük szerint a dal magával ragadó, dicsérték a vonzerejét is, habár a jódlizós részt a román kultúra atipikus jellege miatt kritizálták. A felvétel egyes részeit a The Script és will.i.am Hall of Fame című 2012-es dalához is hasonlították. A Yodel It! nyerte az év dala kategóriában a 2017-es Radar de Media Awards-t Romániában.